# 앤디포스
앤디포스(Ndfos Co. Ltd.)는 대한민국의  산업용 테이프 및 필름 기업이다. 본사는 충청북도 음성군 대소면 한삼로 224-7에 위치해 있으며 대표이사는 조서용이다. 

## 경영난
대유는 대표의 배임 혐의로 상장폐지 위기에 처했으며 자회사인 앤디포스 자산 매각을 포함한 재무구조 개선 방안을 모색하고 있다. 2023년 40억 규모의 자사주 소각 결정을 하였다

## 상장
2016년 10월 12일에 주관사를 미래에셋대우로 공모가 14,500원(희망 공모가 밴드 13,000~14,500원)에 코스닥 시장에 상장하였다. 

## 참고 문헌
1. ↑  앤디포스, 코로나·인플루엔자 콤보 키트 "즉시 수출 가능" ... 인허가 모두 취득, 팍스TV, 2020-09-24
2. ↑  상폐위기 대유사태, 앤디포스 경영권 이슈로 확산되나, 머니투데이, 2023.11.05
3. ↑  앤디포스, 40억 규모 자사주 소각 결정, D뉴스, 2023-04-10